# Martin Previšić
Martin Previšić (Zagreb, 6. rujna 1984.), hrvatski povjesničar.

## Životopis
U Zagrebu je završio osnovnu školu i II. gimnaziju. Na Filozofskom fakultetu u Zagrebu upisao je studij povijesti te diplomirao u srpnju 2011. godine. Poslijediplomski doktorski studij moderne i suvremene hrvatske povijesti u europskom i svjetskom kontekstu upisao je na istome fakultetu, a doktorski rad Povijest informbirovskog logora na Golom otoku 1949.-1956., pod mentorstvom prof. dr. sc. Ive Banca, obranio 7. srpnja 2014. godine. U zvanje znanstvenog suradnika izabran je 29. siječnja 2015. godine, a u znanstveno-nastavni status docenta 2. prosinca 2015. godine.
Izvanredni je profesor na Odsjeku za povijest Filozofskog fakulteta u Zagrebu, te predavač na Hrvatskom vojnom učilištu.

## Objavljena djela
Autorske knjige
- „Povijest Golog otoka” (Fraktura, Zagreb, 2019.)
- „The Tito-Stalin Split 70 Years After” (FF press, Zagreb, Ljubljana 2020., suurednik s Tvrtkom Jakovinom)
- „Breaking Down Bipolarity: Yugoslavia's Foreign Relations during the Cold War” (Berlin/Boston: Walter de Gruyter, 2021.)

## Nagrade i priznanja
- Državna nagrada za znanost za područje humanističkih znanosti za 2019. godinu[2]
- Godišnja nagrada Društva sveučilišnih i drugih nastavnika za 2019. godinu.[3]